# Coelioxys mendozina
Coelioxys mendozina är en biart som beskrevs av Holmberg 1903. Coelioxys mendozina ingår i släktet kägelbin, och familjen buksamlarbin. Inga underarter finns listade i Catalogue of Life.